# Roederiodes junctus
Roederiodes junctus är en tvåvingeart som beskrevs av Daniel William Coquillett 1901. Roederiodes junctus ingår i släktet Roederiodes och familjen dansflugor. Inga underarter finns listade i Catalogue of Life.